# Arthur Kinnaird
Arthur Fitzgerald Kinnaird, XI Lord Kinnaird KT (Londra, 16 febbraio 1847 – 30 gennaio 1923), è stato un banchiere, calciatore e dirigente sportivo britannico.
Considerato da alcuni giornalisti la prima "stella" del calcio, è stato presidente della Federazione calcistica dell'Inghilterra. Ha giocato nove finali di FA Cup fra il 1873 e il 1883: un record ancora imbattuto. Il primato di cinque vittorie nella competizione è durato fino al 2010, quando è stato superato da Ashley Cole.

## Biografia
Il padre di Kinnaird, Arthur Kinnaird, X Lord Kinnaird  (1814–1887), era un banchiere e deputato prima di occupare il seggio alla camera dei Lord, mentre la madre Mary Jane Hoare (1816–1888)  era una filantropa e fu cofondatrice delle Young Women's Christian Association. Nacque a Londra e fu educato alla Cheam School, all'Eton College e al Trinity College, laureandosi nel 1869. Lavorò nella banca di famiglia, diventando un direttore della Ransom, Bouverie & Co nel 1870. Questa banca, in seguito, si fuse con altre nel 1896 per diventare la Barclays di cui è stato direttore del consiglio principale fino alla sua morte.
Nel 1875, sposò Mary Alma Victoria Agnew (1854–1923), figlia di Sir Andrew Agnew e Lady Mary Noel, ed ebbero sette figli.

## Carriera
Agli albori del gioco del calcio, Kinnaird vestì le maglie dei Wanderers e degli Old Etonians. Vestì anche la maglia della nazionale scozzese, in quanto figlio di una famiglia originaria del Perthshire.

## Ascendenza
|                                      |             |                                         | Genitori                               |  |  | Nonni |  |  | Bisnonni                           |  |  | Trisnonni                          |  |
|                                      |             |                                         |                                        |  |  |       |  |  | George Kinnaird, VII lord Kinnaird |  |  | Charles Kinnaird, VI lord Kinnaird |  |
|                                      |             |                                         |                                        |  |  |       |  |  | George Kinnaird, VII lord Kinnaird |  |  | Charles Kinnaird, VI lord Kinnaird |  |
|                                      |             | Barbara Johnstone                       |                                        |  |  |       |  |  | George Kinnaird, VII lord Kinnaird |  |  |                                    |  |
| Charles Kinnaird, VIII lord Kinnaird |             |                                         |                                        |  |  |       |  |  | George Kinnaird, VII lord Kinnaird |  |  |                                    |  |
|                                      |             | Elizabeth Ransom                        | Griffin Ransom                         |  |  |       |  |  |                                    |  |  |                                    |  |
|                                      |             | Elizabeth Ransom                        | Griffin Ransom                         |  |  |       |  |  |                                    |  |  |                                    |  |
|                                      |             | Elizabeth Ransom                        | …                                      |  |  |       |  |  |                                    |  |  |                                    |  |
| Arthur Kinnaird, X lord Kinnaird     |             | Elizabeth Ransom                        |                                        |  |  |       |  |  |                                    |  |  |                                    |  |
|                                      |             | William FitzGerald, II duca di Leinster | James FitzGerald, I duca di Leinster   |  |  |       |  |  |                                    |  |  |                                    |  |
|                                      |             | William FitzGerald, II duca di Leinster | James FitzGerald, I duca di Leinster   |  |  |       |  |  |                                    |  |  |                                    |  |
|                                      |             | William FitzGerald, II duca di Leinster | Emily Lennox                           |  |  |       |  |  |                                    |  |  |                                    |  |
| Olivia FitzGerald                    |             | William FitzGerald, II duca di Leinster |                                        |  |  |       |  |  |                                    |  |  |                                    |  |
|                                      |             | Emilia St. George                       | George St. George, I barone St. George |  |  |       |  |  |                                    |  |  |                                    |  |
|                                      |             | Emilia St. George                       | George St. George, I barone St. George |  |  |       |  |  |                                    |  |  |                                    |  |
|                                      |             | Emilia St. George                       | Elizabeth Dominick                     |  |  |       |  |  |                                    |  |  |                                    |  |
| Arthur Kinnaird, XI lord Kinnaird    |             | Emilia St. George                       |                                        |  |  |       |  |  |                                    |  |  |                                    |  |
|                                      | Henry Hoare | William Hoare                           |                                        |  |  |       |  |  |                                    |  |  |                                    |  |
|                                      | Henry Hoare | William Hoare                           |                                        |  |  |       |  |  |                                    |  |  |                                    |  |
|                                      | Henry Hoare | Martha Cornelisen                       |                                        |  |  |       |  |  |                                    |  |  |                                    |  |
| William Henry Hoare                  | Henry Hoare |                                         |                                        |  |  |       |  |  |                                    |  |  |                                    |  |
|                                      |             | Lydia Henrietta Mallortie               | Isaac Mallortie                        |  |  |       |  |  |                                    |  |  |                                    |  |
|                                      |             | Lydia Henrietta Mallortie               | Isaac Mallortie                        |  |  |       |  |  |                                    |  |  |                                    |  |
|                                      |             | Lydia Henrietta Mallortie               | Lydia Malecare de Pratviel             |  |  |       |  |  |                                    |  |  |                                    |  |
| Mary Hoare                           |             | Lydia Henrietta Mallortie               |                                        |  |  |       |  |  |                                    |  |  |                                    |  |
|                                      |             | Gerard Noel, II baronetto               | Gerard Anne Edwardes                   |  |  |       |  |  |                                    |  |  |                                    |  |
|                                      |             | Gerard Noel, II baronetto               | Gerard Anne Edwardes                   |  |  |       |  |  |                                    |  |  |                                    |  |
|                                      |             | Gerard Noel, II baronetto               | Jane Noel                              |  |  |       |  |  |                                    |  |  |                                    |  |
| Louisa Elizabeth Noel                |             | Gerard Noel, II baronetto               |                                        |  |  |       |  |  |                                    |  |  |                                    |  |
|                                      |             | Diana Noel, II baronessa Barham         | Charles Middleton, I barone Barham     |  |  |       |  |  |                                    |  |  |                                    |  |
|                                      |             | Diana Noel, II baronessa Barham         | Charles Middleton, I barone Barham     |  |  |       |  |  |                                    |  |  |                                    |  |
|                                      |             | Diana Noel, II baronessa Barham         | Margaret Gambier                       |  |  |       |  |  |                                    |  |  |                                    |  |
|                                      |             | Diana Noel, II baronessa Barham         |                                        |  |  |       |  |  |                                    |  |  |                                    |  |

## Palmarès
- Coppa d'Inghilterra: 5

Wanderers: 1873, 1877, 1878
Old Etonians: 1879, 1882